# Drymarchon melanurus
Drymarchon melanurus  (лат.) — вид змей семейства ужеобразных.
Вид распространён от южного Техаса на юг до побережья Мексиканского залива, на полуострове Юкатан, в Гватемале и Белизе, дальше по побережью Тихого океана до Колумбии, Венесуэлы и Эквадора. Встречается на высоте до 1900 метров над уровнем моря.
Крупная змея, длина тела которой может достигать от 1,8 до 2,4 м. Тело оливково-коричневой окраски с чёрным хвостом. Брюхо оливково-жёлтое. Имеет тёмные отметины вокруг глаз и вертикальную тёмную полосу за челюстью.
Подвиды
- D. m. erebennus (Cope, 1860)
- D. m. melanurus (Duméril, Bibron & Duméril, 1854)